# Antônio Filipe Camarão
Antônio Filipe Camarão, dit Filipe Camarão, né Poti ou Potiguaçu dans la Capitainerie du Rio Grande (Brésil colonial) en 1580 et mort à Recife en 1648, est un militaire au service de l'Empire colonial portugais ayant également été un chef indigène.
Chef des Potiguaras, il est l'un des héros de la bataille des Guararapes, épisode décisif de l'insurrection du Pernambouc. Il a reçu le titre de « Capitaine général de tous les Indiens du Brésil ».

## Biographie
Antônio Filipe Camarão est né en 1580 dans la région de la communauté de Raposa, un district de l'ancienne municipalité d'Extremoz, une localité appartenant à l'actuelle municipalité de Ceará-Mirim en raison de son émancipation politique en 1858, située dans la Capitainerie de Rio Grande, devenue l'actuel État de Rio Grande do Norte,. Son nom de naissance était Poti ou Potiguaçu, des noms tupi qui signifient respectivement « crevette » et « grosse crevette ». Lorsqu'il est baptisé et converti au catholicisme en 1614, à l'église paroissiale de Notre Dame de la Présentation (pt) (Natal), il reçoit le nom d'Antônio (le saint du jour) et adopte le nom de Filipe Camarão en hommage au souverain Filipe III (1598-1621), camarão signifiant « crevette ».
Éduqué par les Jésuites, il est, selon le frère Manuel Calado, « habile en lecture et en écriture et possédait quelques connaissances de base en latin ». Calado considère que la correction grammaticale et la prononciation du portugais étaient de la plus haute importance : « il était tellement exagéré dans ses discours que, lorsqu'il parlait à des personnes importantes, il le faisait par l'intermédiaire d'un interprète (puisqu'il parlait bien le portugais), disant qu'il faisait cela parce que, parlant en portugais, il pouvait faire une erreur dans la prononciation des mots parce qu'il était indien. » Ses manières étaient mesurées et « très courtoises dans ses paroles et très sérieuses et ponctuelles, ce qui signifie qu'il veut être très respecté ».

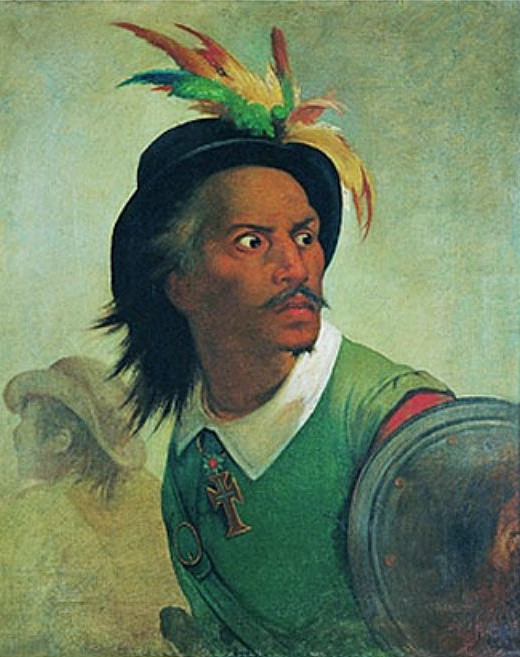
Une vision romantique de Filipe Camarão, par Victor Meirelles, dans son tableau (1879).

Dans le contexte des invasions néerlandaise au Brésil, il aide la résistance organisée par Matias d'Albuquerque à partir de 1630, en tant que volontaire pour la reconquête d'Olinda et de Recife. À la tête des guerriers de sa tribu, il organise des actions de guérilla qui s'avèrent essentielles pour contenir l'avancée des envahisseurs.
Toujours accompagné de son épouse, Clara Camarão, elle aussi particulièrement combative, il se distingue dans les batailles de São Lourenço (1636), Porto Calvo (1637) et Mata Redonda (1638). Au cours de cette dernière année, il participe également à la défense de Salvador, attaquée par Jean-Maurice de Nassau-Siegen.
Camarão se distingue en premier lieu en commandant l'aile droite de l'armée rebelle lors de la première bataille des Guararapes (1648), et est reconnu comme un héros au service de la Couronne portugaise. Il a été honoré et décoré par le roi Jean IV avec la grâce de « Dom », nommé « Chevalier de l'Ordre du Christ », la « charte de noble avec armoiries » et le titre de « Capitaine-Major de Tous les Indiens du Brésil ».
Le 24 août 1648, Filipe Camarão meurt à Arraial Novo do Bom Jesus (pt), dans le Pernambouc, des suites de blessures subies le mois précédent lors de la bataille des Guararapes. Après sa mort, son neveu Dom Diogo Pinheiro Camarão lui succède à la tête des soldats insurgés indigènes.

## Postérité

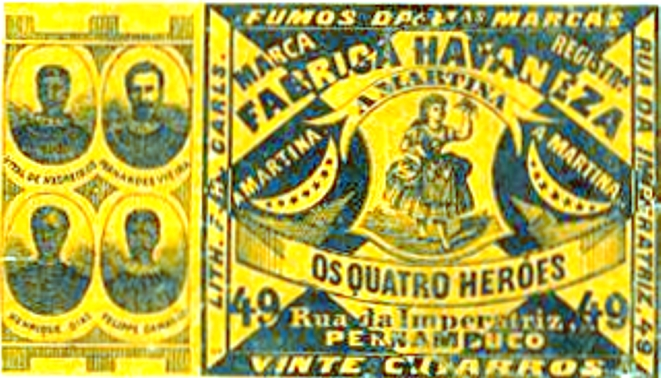
Lithographie sur étiquette de cigarette avec les quatre héros : André Vidal de Negreiros, João Fernandes Vieira, Henrique Dias et Filipe Camarão.

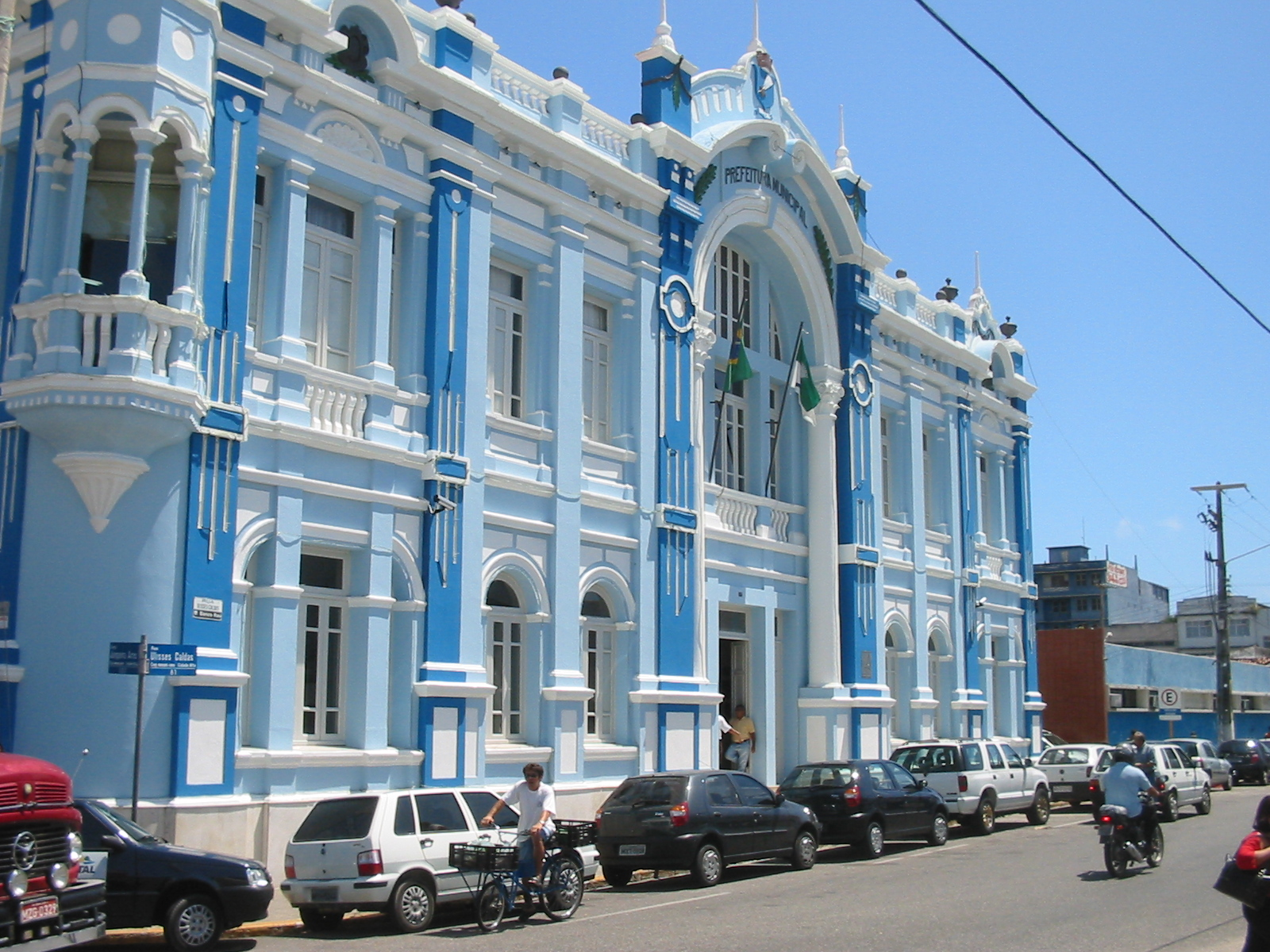
, à Natal.

Le Palais Felipe Camarão (pt), siège de la mairie de Natal, et un quartier de la même ville, rendent hommage à son nom. De même, l'armée brésilienne appelle la septième brigade d'infanterie motorisée la brigade Filipe Camarão.
Le 6 août 2012, la loi fédérale 12.701, reconnaissant son importance dans l'histoire du Brésil, a déterminé que le nom d'Antônio Filipe Camarão soit inscrit dans le Livre des héros de la patrie (Livro de Heróis da Pátria, également connu sous le nom de « Livre d'acier » : « Livro de Aço »), déposé au Panthéon Tancredo Neves de la Patrie et de la Liberté (pt), un cénotaphe qui rend hommage aux héros nationaux situé sur la place des Trois-Pouvoirs à Brasilia,.
Ses restes sont enterrés dans l'église impériale de Notre-Dame du Rosaire, dans le quartier de Várzea à Recife, capitale de l'État du Pernambouc.